# علم خقاسيا
أعتمد علم جمهورية خقاسيا في 24 أيلول - سبتمبر من سنة 2003 ويتكون علم جمهورية خقاسيا من ثلاثة أشرطة أفقية متساوية في الحجم بالألوان الأزرق والأبيض والأحمر وفي الجهة اليسرى من العلم يوجد شريط عمودي أخضر وفي منتصف الشريط الأخضر يوجد علامة للشمس باللون الأصفر.

## التاريخ
خلال الحكم السوفيتي، كانت خقاسيا أوبلاست خاكاس ذاتية الحكم ولم يكن لها علمها الخاص. في فبراير 1992 بعد سقوط الاتحاد السوفيتي، أصبحت خقاسيا واحدة من جمهوريات روسيا. في 6 يونيو 1992 تبنت خقاسيا علمها الأول. كانت النسخة الأولى من علم خقاسيا مشابهة للعلم الحالي، لكن الشمس كانت سوداء والألوان كانت أبيض، أزرق، أحمر على غرار علم روسيا. في 23 ديسمبر 1993 تغير لون الشمس من الأسود إلى الأصفر.
يحظر استخدام العلم الروسي على الأعلام الإقليمية، ولكن استثنيت خقاسيا من القاعدة حيث صمم العلم قبل اعتماد القانون. في 25 سبتمبر 2003 تغير ترتيب الخطوط علم خاكاسيا من الأبيض والأزرق والأحمر إلى الأزرق والأبيض والأحمر، بحيث لم يعد ترتيب الخطوط يحاكي العلم الروسي.

## أعلام سابقة

علم جمهورية خقاسيا مابين 6 حزيران من سنة 1992 إلى 23 كانون الأول من سنة 1993 .
علم جمهورية خقاسيا مابين 23 كانون الأول من سنة 1993 إلى 25 تشرين الثاني من سنة 2002 .
علم جمهورية خقاسيا مابين 25 تشرين الثاني من سنة 2002 إلى 24 أيلول من سنة 2003 .